# 菲森车站
菲森车站（德語：Bahnhof Füssen）是德国巴伐利亚邦菲森的一个鐵路车站。车站共有2股轨道。
每天共有20班列车在此停靠。